# Oleg Antonov
Oleg Antonov, född 28 juli 1988 i Moskva, är en italiensk volleybollspelare. Antonov blev olympisk silvermedaljör i volleyboll vid sommarspelen 2016 i Rio de Janeiro.